# Liga ASOBAL de 2003–04
A Liga ASOBAL de 2003–2004 foi a 14º edição da Liga ASOBAL como primeira divisão do handebol espanhol. Com 14 equipes participantes o campeão foi o BM Ciudad Real.